# Randy Meisner
Randy Herman Meisner (Scottsbluff, 8 de marzo de 1946-Los Ángeles, 26 de julio de 2023) fue un cantante, guitarrista, bajista y compositor estadounidense, reconocido por ser uno de los miembros fundadores de las bandas Poco y Eagles. Es popular por haber coescrito y cantado el éxito de Eagles «Take It to the Limit».
Meisner murió en Los Ángeles debido a complicaciones asociadas con la enfermedad pulmonar obstructiva crónica (EPOC) el 26 de julio de 2023, a la edad de 77 años.

## Discografía

### Poco
- Pickin' Up the Pieces (1969)
- Legacy (1989)

### Eagles
- Eagles (1972)
- Desperado (1973)
- On the Border (1974)
- One of These Nights (1975)
- Hotel California (1976)
- Their Greatest Hits (1971-1975) (1976)

### Solista
- Randy Meisner (1978)
- One More Song (1980)
- Randy Meisner (1982)